# Нишко читалиште
Нишко читалиште је основано 1879. приликом оснивања Народне библиотеке у Нишу. Оно је осим ученицима служило и грађанима Ниша.

## Оснивачи
Нишко читалиште основано је одмах после ослобођења града од Турака, 1879. године. На распис министра просвете од 1881. године, извештај су поднели Нишком окружном начелству председник читаоничке управе, директор гимназије, и деловођа Стеван Сремац, професор. Извештај је писао Стеван Сремац 8. фебруара 1881. године.

## Историјат
Читаоница је 1880. године имала 107 чланова, који су плаћали по 12 динара улога за одржање ове установе. Приход је од улога био 742 динара, с напоменом да сви уписани чланови нису платили улог. Из 1879. године пренето је у 1880. годину 16280 динара готовине, а у току године наплаћено је од чланова за претходну, прошлу годину још 103 динара. Такође је било и добровољних прилога. 
Од покретне имовине Читаоница има: столове, столице, лапме, слике, орман за књиге. 
Месец дана од оснивања Читаонице, Исток од 9. марта 1879. објавио је допис из Ниша под насловом Јавна благодарност.

## Фонд
Године 1880. на поклон је добијено 45 књига, и била је претплаћена на 22 домаћа и страна листа и часописа. 13. маја 1894. године, владика нишки Јероним Јовановић тестаментом завештава своју зграду и 2.000 књига, махом црквених. 
Стеван Сремац је још за живота завештао библиотеци 770 књига, које су 1908. године смештене у њене фондове. Бугари ће 1915. године однети 15.000 књига да би 1924. године вратили само 1.000. 
До 1941. године се обнављају фондови уз рад једног неплаћеног библиотекара и старатељство директора Гимназије. Године 1941. Немци спаљују 5.000 одабраних књига, а осталом фонду се губи траг. 
Организовањем сабирне акције, која је оглашена 11. новембра 1944. године, библиотека обнавља своје фондове, али ће их велика поплава 1948. године поново уништити. Тек после тога, библиотека почиње да се развија, да обогаћује књижне фондове, побољшава материјални положај, повећава и јача кадар, специјализује службе и постаје један од најзначајнијих фактора у културном животу града.

## Културни утицај
Грађани тадашње вароши Ниша, знајући да је важан утицај просвете на опстанак и будућност сваког народа, радо су прихватили мисао да раде на свему што би подстицало и припомагало ширење просвете у њиховој средини, а кроз ову и на буђење зрелије грађанске свести о чвршћем опстанку и светлијој будућности српског народа. 
Прве знакове те своје свести и тежње ка просвети они су показали оснивањем Читаонице, како би се читањем одабраних списа и листова, радило на остварењу тог циља. 
У корист те Читаонице приређивале су се беседе са игранком, где се донирао новац, те у најпознатије прилоге долази на прво место прилог Његовог Величанства књаза од 120 динара. Управа нишке Читаонице је сматрала да треба да се одужи на учињеним прилозима у корист читаонице и тим путем изјави најтоплију благородност Његовом Величанству књазу, официрском грађанском кору, нишком чиновништву и осталим приложницима из унутрашњости Србије.